# 浜浦彩乃
浜浦 彩乃（はまうら あやの、2000年4月26日 - ）は、日本の歌手、女優、元アイドルで、ハロー!プロジェクトに所属していたこぶしファクトリーの全活動期のメンバー。公式ニックネームははまちゃん（ほかにはまちゃん大佐、大佐）。イメージカラーはピンク。
埼玉県出身。血液型AB型。身長163cm。所属事務所はCRAVE。所属レコード会社はビクターエンタテインメント。

## 略歴
2011年
- 2月ないしは3月、ハロプロ研修生に加入。
- 6月19日、汐留AXで開催された『ハロプロエッグ 汐留AXイベント』にて、吉橋くるみ・田口夏実とともに新メンバーとして紹介された。

2012年
- 『スマイレージ ライブツアー2012秋 〜ちょいカワ番長〜』に、宮本佳林、田辺奈菜美、田口夏実、大塚愛菜とともに帯同。

2013年
- 『Berryz工房コンサートツアー2013春 〜Berryzマンション入居者募集中!〜』に、田口夏実、小川麗奈とともにチャレンジアクトとして帯同

2014年
- 『℃-uteコンサートツアー2014春〜℃-uteの本音〜』に、室田瑞希、山岸理子、牧野真莉愛、藤井梨央とともにチャレンジアクトとして帯同
- 5月4日、『ハロプロ研修生 発表会2014 〜春の公開実力診断テスト〜』にてBerryz工房の「ヤキモチをください!」を披露し、「歌唱賞」を受賞。
- 『℃-uteコンサートツアー2014秋〜モンスター〜』に、小川麗奈、一岡伶奈、加賀楓、岸本ゆめのとともにチャレンジアクトとして帯同

2015年
- 1月2日、ハロー!プロジェクトのコンサートツアー『Hello! Project 2015 WINTER』中野サンプラザ公演にて新ユニット（同年2月25日に「こぶしファクトリー」と命名）の結成が発表され、そのメンバーとなる。
- 6月3日公開のYouTube番組『ハロ!ステ#120』にてメンバーカラーがピンクであることを発表。
- 9月2日、シングル『ドスコイ!ケンキョにダイタン/ラーメン大好き小泉さんの唄/念には念（念入りVer.）』でこぶしファクトリーとしてメジャーデビュー。

2020年
- 1月8日、同年3月30日をもってこぶしファクトリーが解散すること、また、ハロー!プロジェクトも卒業し芸能活動は継続することを発表。また、卒業後は女優およびモデルとして芸能活動を継続することも発表された。
- 3月30日、TOKYO DOME CITY HALLにて開催された無観客ライブ『こぶしファクトリー ライブ2020 〜The Final Ring!〜』をもってこぶしファクトリーが解散し、ハロー!プロジェクトを卒業した。卒業後はフリーランスで活動。

2021年
- 1月2日、ワーナーミュージック・アーティスツの所属となる。

2023年
- 1月1日、所属事務所をワーナーミュージック・アーティスツからCRAVEへ移籍。

2024年
- 12月22日、2025年3月19日にビクターエンタテインメントよりシングル『HGL』でソロアーティストとしてメジャーデビューすることを発表

2025年
- 2月28日、YouTubeチャンネル『はまch』を開設。

## 人物
- 家族は両親、姉、妹、猫[22]。
- 好きな食べ物は、桃とラーメンで、好きなラーメンの味は醤油ラーメンと、とんこつラーメン。嫌いな食べ物は、野菜と魚[1]。
- さまざまなラーメンを食べ歩いていて、デザート感覚で食べてしまうこともあるほどのラーメン好き[23]。
- AAAは憧れで、元気の源[24]。AAAのライブに行ったり、姉とカラオケに行くとAAAの楽曲をパートを分けて歌っている[25]。
- スッキリしたい、気分転換したい時はピアノを弾く。知っている曲なら片手で、小さいころから弾いてる曲は両手で弾ける。知っている曲を譜面を見ずにピアノで音ハメすることが好きという。しかし人前で披露できるほどではないと披露したことはない[26]。
- 好きな先輩は、元Berryz工房の嗣永桃子で、研修生時代には、ライブ等でのアドリブでジャンプするなどの細かい動きなどをきちんと把握していて、清水佐紀（当時、Berryz工房キャプテン）からも、「本当にももちが好きなんだね」と感嘆されていた[27]。
  - こぶしファクトリーのメンバーとなってからは、嗣永のグッズのパスケースに嗣永のカードを入れて首から下げる様子が見られたり、2015年と翌年の『ひなフェス』で披露されるシャッフルユニットを決める抽選会の動画で、はまちゃん大佐として登場し、嗣永がカントリー・ガールズのプレイング・マネージャーとしての登場[注 2]で、「Berryz工房が一人混ざってるぞ」などと、いじったりする[注 3]など、嗣永大好きをアピールする場面がしばしば見られる。
  - メンバーカラーも、嗣永と同じピンクとなったため、知らされたときは興奮して床を転がり回っていた。
  - 嗣永の表に出るときは完璧なものを見せるという姿勢に影響を大きく受けており、あまり裏側を見せようとせず、自分はがんばっているというのはあまり主張したくないとしている[28]。
- こぶしファクトリーのライバルとして野村みな美を、またアンジュルムの室田瑞希を永遠のライバルとして挙げている[29]。
- モーニング娘。の小田さくらとハロプロ研修生時代から仲が良く、親友[30]。「おーだ」と呼び、小田からは「彩乃」と呼ばれていて、プライベートでもよく一緒に映画や食事に出かけている[31]。相談できるのは小田だけというほど小田に相談することが多く[32]、浜浦は小田を見ると安心するという[33]。
- ほかにハロプロ内での仲の良いメンバーとしてJuice=Juiceの宮本佳林と植村あかり、モーニング娘。の牧野真莉愛、アンジュルムの室田瑞希を挙げている[22]。
- モーニング娘。11期メンバーオーディションの合否を知り、同じく最終審査で落ちた牧野真莉愛と「やっぱり小田さくらちゃんだったみたいね」と話した。その後、ハーモニーホール座間にて行われたゲネプロで小田のモーニング娘。への加入が発表され、研修生も見に行くことになったがその日浜浦は風邪で学校を休んでおり、スタッフに確認すると他の研修生に風邪がうつるとマズいので来ない方がいいと言われ不参加となった[34]。

## 作品

### シングル
|   | 発売日         | タイトル | 販売形態              | 規格品番   | 最高位 | 備考 |
| - | -------------- | -------- | --------------------- | ---------- | ------ | ---- |
| 1 | 2025年03月19日 | HGL      | 初回限定盤(CD+DVD)    | VIZL-2423  | 16位   |      |
| 1 | 2025年03月19日 | HGL      | 通常盤A：Cinderella盤 | VICL-37764 | 16位   |      |
| 1 | 2025年03月19日 | HGL      | 通常盤B：Promise盤    | VICL-37765 | 16位   |      |
| 1 | 2025年03月19日 | HGL      | bff盤                 | VICL-37766 | 16位   |      |

### 映像作品
- Greeting〜浜浦彩乃・和田桜子〜（2016年6月26日、UP-FRONT WORKS）[35][36]

## 出演

### テレビ
- ハロプロダンス学園（ダンスチャンネルby エンタメ〜テレ）[37]
  - 無印（シーズン1）（2019年3月21日 - 6月6日）
  - シーズン2（2019年10月17日 - 2020年1月9日）
  - シーズン3（2020年5月21日 - 8月6日）

### ラジオ
- 今日は一日“ハロプロ”三昧（2019年8月16日、NHK FM） - ゲスト
- 浜浦さんに喋らせたい！（2021年11月18日 -  、 Radiotalk） - レギュラー

### 舞台
- 演劇女子部 ミュージカル「Week End Survivor」（2015年3月26日 - 4月5日、シアターグリーン BIG TREE THEATER） - ナツ 役
- JKニンジャガールズ（2017年2月23日 - 3月4日、全労済ホール／スペース・ゼロ） - 霧隠ノエル 役
- 演劇女子部「遙かなる時空の中で6 外伝 〜黄昏ノ仮面〜」（2019年6月12日、サンシャイン劇場） - 友情出演
- 演劇女子部「リボーン〜13人の魂は神様の夢を見る〜」（2019年11月14日 - 24日、こくみん共済 coop ホール／スペース・ゼロ） - ベベ 役
- Flying Trip Vol.16「あいまいばかりの世界」（2020年6月24日 - 30日、こくみん共済 coop ホール／スペース・ゼロ）[38][39] - 東城雪乃 役
- Flying Trip Vol.17「キミノタケ」（2021年2月17日 - 25日、こくみん共済 coop ホール／スペース・ゼロ）
- 剣が君-残桜の舞-再演（2021年6月2日 - 6日、こくみん共済 coop ホール／スペース・ゼロ） - ヒロイン・香夜 役[注 4][41]
- ソフトボイルド「ゴールデン街の片隅で」（2021年8月19日・22日、シアターサンモール） - 日替わりゲスト[42]
- ミュージカル『悪ノ娘』（2021年10月8日 - 12日、草月ホール） - グーミリア 役[43][44]
- Cooch2021公演「In the womb」（2021年10月30日・31日、GARDEN新木場FACTORY） - 村上心春 役[45]
- ソフトボイルド「和道ノ阿修羅」（2021年12月10日 - 12日、京都劇場） - 千代 役[46]
- 瀬尾タクヤプロデュース「ニュー熱海国際ホテル」（2021年12月25日 - 29日、ウッディーシアター中目黒）[47]
- 宮崎理奈プロデュース Vol.3「オフィスの国のアリス」（2022年4月27日 - 5月1日、CBGKシブゲキ!!）[48]
- 爆走おとな小学生 第十七回全校集会「戦国送球〜バトルガールズ〜」（2022年5月25日 - 29日、こくみん共済 coop ホール／スペース・ゼロ） - 小早川春陽 役[49][50]
- 『ワールドトリガー the Stage』 - 小南桐絵 役
  - 『ワールドトリガー the Stage』 大規模侵攻編（東京公演：2022年8月5日 - 7日[注 5]、品川プリンスホテル ステラボール / 京都公演：8月19日 - 21日、京都劇場）[51]
  - 『ワールドトリガー the Stage』ガロプラ迎撃編（2024年10月25日 - 11月4日、東京公演：シアターH / 11月9日・10日、福岡公演：キャナルシティ劇場 / 11月15日 - 17日、大阪公演：COOL JAPAN PARK OSAKA WWホール / 11月22日 - 24日、東京公演：天王洲 銀河劇場） - 小南桐絵 役[52]
  - 『ワールドトリガー the Stage』B級ランク戦最終決戦編（2025年4月12日 - 20日、東京公演：日本青年館ホール / 4月24日 - 27日、大阪公演：COOL JAPAN PARK OSAKA WWホール / 5月2日 - 11日、東京公演：シアターH）[53]
- 爆走おとな小学生 第十八回全校集会「舞踏戦士オドルンZファイター」（2022年9月16日 - 19日、シアターGロッソ） - 青羽海 役[54]
- 歪（2022年11月19日 - 23日、新宿スターフィールド）[55]
- 舞台「十五少女漂流記」（2023年2月3日 - 6日、シアター1010 / 23日、海老名市文化会館） - ドルチェ 役[56][57]
- ミュージカル「LILIUM -リリウム 新約少女純潔歌劇-」（東京公演：2023年4月15日 - 23日、サンシャイン劇場 / 大阪公演：4月28日 - 5月3日、梅田芸術劇場 シアター・ドラマシティ） - スノウ 役[58]
- 人を泣かす事など簡単だという劇作家が、自分を泣かせる話を書いて欲しいと言われたら書けなかった話。（2023年6月7日 - 11日、中目黒キンケロ・シアター） - 中島美紗子 役[59][60]
- ミュージカル「Neo Doll」（2023年8月18日 - 27日、シアターサンモール） - 主演・ルビー 役[61][62]
- ミュージカル「コードギアス 反逆のルルーシュ 正道に准ずる騎士」（京都公演：2023年9月16日 - 18日、京都劇場 / 東京公演：9月23日 - 10月1日、サンシャイン劇場） - セシル・クルーミー 役[63]
- 魔法歌劇 アルマギア〜Episode.0〜（2023年11月2日 - 5日、シアター1010） - アカネ・パークライド 役
- アサルトリリィ - 木子 都々里 役
  - 舞台「アサルトリリィ・新章」サングリーズル編『種の最果ての地で』 / 大島近海ネスト調査隊編『金瘡小草の咲く時』（2023年12月19日 - 25日、シアター1010）[64]
  - 舞台「アサルトリリィ・新章」サングリーズル編『花々の黄昏』 / 大島近海ネスト調査隊編『玲瓏たる深潭』（2024年5月17日 - 22日、かめありリリオホール）[65]
  - 舞台「アサルトリリィ」-眞說・御台場迎撃戦-（2025年9月20日 - 25日、シアター1010）[66]
- ミュージカル『悪ノ娘』（2024年3月13日 - 17日、こくみん共済 coop ホール／スペース・ゼロ） - ジェルメイヌ 役[67]
- WITH YOU 第13回公演『桃太郎 〜芥川龍之介ver.〜』（2024年6月12日 - 16日、六行会ホール）[68]
- ミュージカル『経験済みなキミと、経験ゼロなオレが、お付き合いする話。』（2024年8月16日 - 25日、新宿村LIVE） - 山名笑琉 役[69]
- 歌劇「千本桜〜令和間引刻〜」（2025年10月30日 - 11月3日、こくみん共済 coop ホール／スペース・ゼロ） - 紅音鳴子 役[70]

### 映画
- 映画版 JKニンジャガールズ（2017年7月17日公開、東映） - 霧隠ノエル 役
- TSUSHIMA（2025年9月5日公開予定） - 小向絵里 役[71]

### ウェブドラマ
- スカパー! 朝のTwitterドラマ「メンバーカラー」（2019年2月25日 - 3月1日、スカパー!Twitter公式アカウント） - 主演[72]

### イベント
- THIS is OUR HOME in 沖縄（2020年7月10日 - 12日、沖縄Cyber-Box / 7月12日、沖縄Output）[73]
- 横浜シティポップ祭☆シティポップ歌合戦☆girls edition（2022年12月10日、関内ホール 大ホール）

## 書籍

### 写真集
- 浜浦彩乃（2016年6月4日、オデッセー出版、撮影：桑島智輝）[74]
- 浜浦彩乃・和田桜子(こぶしファクトリー)ミニ写真集『Greeting-Photobook-』（2016年12月10日、オデッセー出版）[75]

### デジタル写真集
- 春を告げる花 Vol.1、Vol.2（2024年9月5日、講談社・FRIDAYデジタル写真集）[76]

## 参加ユニット
- こぶしファクトリー（2015年 - 2020年）
- シャッフルユニット
  - ハロプロ・オールスターズ（2018年 - 2019年）